# Montesquieu-Lauragais
Montesquieu-Lauragais là một xã thuộc tỉnh Haute-Garonne trong vùng Occitanie tây nam nước Pháp. Xã này nằm ở khu vực có độ cao trung bình 158 mét trên mực nước biển.